# Бос, Петер
Петер Бос (нидерл. Peter Bosz, нидерландское произношение: [ˈpeːtər ˈbɔs]; род. 21 ноября 1963, Апелдорн, Гелдерланд) — нидерландский футболист и футбольный тренер. Главный тренер нидерландского клуба ПСВ.

## Футбольная карьера
Воспитанник футбольной школы АГОВВ, профессиональную карьеру начал в клубе «Витесс» в 1981 году. После сезона в любительском дивизионе в составе АГОВВ в 1984 году Бос вернулся в профессиональный футбол, выступая за «Валвейк», а затем переехал во Францию, где играл за «Тулон». Наилучшие футбольные годы Бос провёл выступая за «Фейеноорд» и японский клуб ДЖЕФ, немецкий клуб «Ганза» и НАК Бреда, а также с 1991 по 1995 за сборную Нидерландов. В 1999 году вернулся в японский ДЖЕФ на один год, после чего завершил карьеру.

## Тренерская карьера

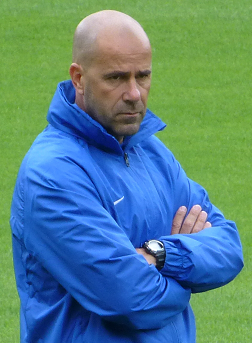
Петер Бос, 2013

Вскоре после окончания игровой карьеры Бос начал работать тренером, возглавляя команды АГОВВ и «Де Графсхап». Летом 2004 года он возглавил «Хераклес», который по итогам первого года работы сумел вывести в Эредивизи, а на второй год — закрепиться там, заняв 13-е место. Следующие три года голландский специалист проработал спортивным директором «Фейеноорда», на время оставив тренерскую деятельность. В июле 2010 года Бос вновь стал главным тренером «Хераклеса», на протяжении трёх сезонов успешно решая задачу по сохранению места в высшем дивизионе. 1 июля 2013 года он был назначен главным тренером «Витесса», с которым два сезона подряд боролся за попадание в еврокубки. В начале января 2016 года Бос был назначен главным тренером израильского «Маккаби (Тель-Авив)», который возглавлял до конца сезона (в результате которого команда заняла второе место в чемпионате Израиля).
В израильской команде Бос проработал лишь несколько месяцев, после чего возглавил амстердамский «Аякс». Во главе амстердамской команды Петер отработал один сезон. В чемпионате «Аякс» до последнего тура боролся за чемпионство с «Фейеноордом», но в итоге отстал от него на одно очко и стал лишь вторым. Фактически судьбу титула предопределило поражение от ПСВ со счётом 0:1 за два тура до конца чемпионата. При этом подопечные Боса ярко выступили в Лиге Европы, где сумели дойти до финала, выбив из турнира такие опытные команды как «Шальке 04» и «Олимпик Лион», но в финале со счётом 0:2 уступили «Манчестер Юнайтед».
6 июня 2017 года был назначен тренером дортмундской «Боруссии», подписав контракт до 30 июня 2019 года. Под руководством нового тренера команда одержала в первых семи турах Бундеслиги шесть побед и один раз сыграв вничью и возглавляла турнирную таблицу. Однако после этого результаты «Боруссии» резко ухудшились и в декабре команда откатилась на 8-е место, а в Лиге чемпионов не смогла выйти из группы, набрав лишь два очка. В связи с неудовлетворительными результатами команды 10 декабря 2017 года руководство приняло решение о досрочном расторжении контракта с тренером.
23 декабря 2018 года было объявлено о назначении Боса главным тренером «Байера». 23 марта 2021 года был уволен, после того как команда вылетела из Лиги Европы, проиграла в Кубке Германии клубу из 4-го дивизиона, а в Бундеслиге в девяти последних матчах одержала всего две победы, потерпев при этом пять поражений.

## Статистика

### Матчи Боса за сборную Нидерландов
| Матчи Боса за сборную Нидерландов | Матчи Боса за сборную Нидерландов | Матчи Боса за сборную Нидерландов | Матчи Боса за сборную Нидерландов | Матчи Боса за сборную Нидерландов | Матчи Боса за сборную Нидерландов |
| --------------------------------- | --------------------------------- | --------------------------------- | --------------------------------- | --------------------------------- | --------------------------------- |
| №                                 | Дата                              | Соперник                          | Счёт                              | Голы Боса                         | Соревнование                      |
| 1                                 | 4 декабря 1991                    | Греция                            | 2:0                               | —                                 | Чемпионат Европы 1992 (отбор)     |
| 2                                 | 12 февраля 1992                   | Португалия                        | 0:2                               | —                                 | Товарищеский матч                 |
| 3                                 | 25 марта 1992                     | Югославия                         | 2:0                               | —                                 | Товарищеский матч                 |
| 4                                 | 27 мая 1992                       | Австрия                           | 3:2                               | —                                 | Товарищеский матч                 |
| 5                                 | 30 мая 1992                       | Уэльс                             | 4:0                               | —                                 | Товарищеский матч                 |
| 6                                 | 18 июня 1992                      | Германия                          | 3:1                               | —                                 | Чемпионат Европы 1992             |
| 7                                 | 22 февраля 1995                   | Португалия                        | 0:1                               | —                                 | Товарищеский матч                 |
| 8                                 | 26 апреля 1995                    | Чехия                             | 1:3                               | —                                 | Чемпионат Европы 1996 (отбор)     |

Итого: 8 матчей / 0 голов; 5 побед, 0 ничьих, 3 поражения.

## Достижения

### Как игрок
«Фейеноорд»
- Чемпион Нидерландов: 1992/93
- Обладатель Кубка Нидерландов (3): 1991/92, 1993/94, 1994/95

### Как тренер
«Хераклес»
- Первый дивизион: 2004/05

«Аякс»
- Финалист Лиги Европы УЕФА: 2016/17

ПСВ
- Чемпион Нидерландов (2): 2023/24, 2024/25
- Обладатель Суперкубка Нидерландов (2): 2023, 2025

### Личные
- Премия имени Ринуса Михелса: 2017